# Abrus sambiranensis
Abrus sambiranensis är en ärtväxtart som beskrevs av René Viguier. Abrus sambiranensis ingår i Paternosterbönssläktet, och familjen ärtväxter. Inga underarter finns listade i Catalogue of Life.